# Чапмен, Гарри
Гаррисон Джеймс «Гарри» Чапмен (англ. Harrison James Chapman; род. 5 ноября 1997, Хартлпул, Северо-Восточная Англия) — английский футболист, атакующий полузащитник клуба «Барнет». Чемпион мира 2017 года в возрастной категории до 20 лет.

## Клубная карьера

### «Мидлсбро»
Гарри начал заниматься футболом с 7 лет в академии «Мидлсбро». В январе 2015 года он подписал свой первый профессиональный контракт с клубом.
В составе молодёжной команды «Мидлсбро» (до 19 лет) Гарри принимал участие в юношеской лиге УЕФА 2015/16, сыграв в 6 встречах, в которых отметился 8 голевыми передачами, став лучшим по этому показателю на турнире.
Летом 2015 и 2017 годов он проходил предсезонные сборы вместе с основной командой «Мидлсбро» и принимал участие в товарищеских играх. 14 августа 2018 года дебютировал в официальных матчах за «речников» в матче 1-го раунда Кубка лиги против «Ноттс Каунти» (3:3).

### Аренда в «Барнсли»
26 февраля 2016 года на правах аренды до конца сезона Гарри присоединился к «Барнсли», выступающему в Лиге один. Дебютировал 27 февраля в гостевом матче против «Кру Александра» (2:1). 5 марта Чапмен забил свой первый гол на профессиональном уровне, отличившись во встрече против «Уоллсолла» (3:1).
3 апреля Гарри вышел на замену в финальном матче Трофея Футбольной лиги против «Оксфорд Юнайтед», в котором его команда одержала победу со счётом 3:2. Также, Чапмен помог «Барнсли» одержать победу в плей-офф Лиги один и выйти в Чемпионшип.

### Аренда в «Шеффилд Юнайтед»
12 августа 2016 года на правах сезонной аренды Гарри перешёл в другой клуб Лиги один — «Шеффилд Юнайтед». 27 сентября забил первый гол за «Юнайтед» в домашней игре против «Бристоль Роверс» и принес своей команде минимальную победу (1:0). 6 ноября Чапмен оформил хет-трик в матче 1-го раунда Кубка Англии против «Лейтон Ориент».
Из-за полученной травмы голеностопа Гарри пропустил 4 месяца и в сезоне 2016/17 сыграл лишь в 14 матчах за «клинков», но в то же время стал в их составе победителем Лиги один.

### «Блэкберн Роверс»
4 августа 2017 года на правах сезонной аренды перешёл в «Блэкберн Роверс». Дебютировал 6 августа в выездной игре против «Саутенд Юнайтед», выйдя на замену на 74-й минуте вместо Эллиотта Беннетта. 26 сентября в домашней игре против «Ротерем Юнайтед» забил первый гол в составе «Роверс». В ноябре 2017 года получил травму подколенного сухожилия и перенёс хирургическое вмешательство. Едва восстановившись после травмы, в марте 2018 года произошёл рецидив, и Чапмен выбыл до конца сезона.
Проведя первую половину сезона 2018/19 в «Мидлсбро», 28 января 2019 года Гарри на постоянной основе перешёл в «Блэкберн Роверс», заключив контракт на 2,5 года.

## Карьера за сборную
В 2015 году впервые был вызван в юношескую сборную Англии (до 18), в которой дебютировал 26 марта в товарищеской игре против сверстников из Швейцарии (1:0).
Летом 2017 года в составе сборной Англии (до 20) Чапмен участвовал в молодёжном чемпионате мира 2017, где сыграл в двух встречах (против Гвинеи и Коста-Рики) и помог своей сборной стать чемпионом.

## Достижения
«Барнсли»
- Обладатель Трофея Футбольной лиги: 2015/16
- Победитель плей-офф Лиги Один: 2015/16

«Шеффилд Юнайтед»
- Чемпион Лиги Один: 2016/17

«Блэкберн Роверс»
- Вице-чемпион Лиги Один: 2017/18

Сборная Англии
- Чемпион Мира (до 20 лет): 2017